# Wilhelm von Urach

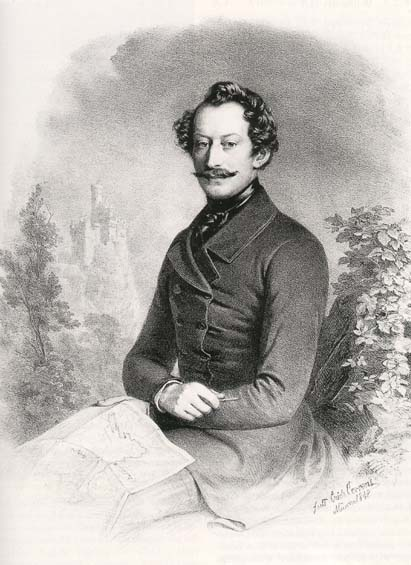
Herzog Wilhelm I. von Urach, Graf von Württemberg

Friedrich Wilhelm Alexander Ferdinand Graf von Württemberg, seit 1867 Wilhelm I. Herzog von Urach (* 6. Juli 1810 in Stuttgart; † 17. Juli 1869 auf Schloss Lichtenstein) war ein deutscher Adliger aus einer Nebenlinie des Hauses Württemberg und General der Infanterie der württembergischen Armee.

## Herkunft
Er wurde als Sohn des Herzogs Wilhelm Friedrich Philipp von Württemberg (1761–1830), Bruder des Königs Friedrich von Württemberg, und der Wilhelmine geb. Freiin von Tunderfeld-Rhodis geboren.

## Leben
Wilhelm erhielt seine erste Erziehung im geistig angeregten elterlichen Hause und kam im Jahr 1819 mit seinem älteren Bruder Graf Alexander, dem bekannten Dichter, zu vierjährigem Aufenthalt ins Fellenberg’sche Institut Hofwyl bei Bern. Ins elterliche Haus nach Stuttgart zurückgekehrt wurde er in seinem achtzehnten Lebensjahr zum Hauptmann in der reitenden Artillerie ernannt, im Jahr 1835 zum Major, 1837 zum Oberst und Kommandanten der Artillerie befördert.
Als im Jahr 1848 Württemberg eine Feldbrigade zum Ausmarsch nach Schleswig-Holstein als Teil einer kombinierten Division der süddeutschen Staaten unter dem Kommando des Generalleutnant von Miller bestimmte, wurde dieselbe dem Grafen, der seit 1841 als Generalmajor eine Infanteriebrigade kommandierte, unterstellt. Der Waffenstillstand von Malmö traf die Brigade in Altona/Elbe und Umgebung und verhinderte deren Eintreten in die eigentliche Aktion. Der größere Teil derselben mit ihrem Führer – mit Ausnahme eines Bataillons, das in Schleswig blieb – wurde zur Beobachtung gegen die Freischaren im badischen Oberland, speziell im Seekreis verwendet, aber schon Ende Juli, ohne zu ernstlicher Tätigkeit gelangt zu sein, nach Württemberg zurückgenommen. Graf Wilhelm wurde im Jahr 1855 zum Generalleutnant, 1857 zugleich zum Gouverneur von Ulm ernannt. Im Jahr 1862 trat er zur katholischen Konfession über. Das Jahr 1867 brachte ihm die Beförderung zum General der Infanterie und am 28. Mai die Standeserhöhung zum Herzog von Urach unter Beibehaltung der Grafenwürde von Württemberg.

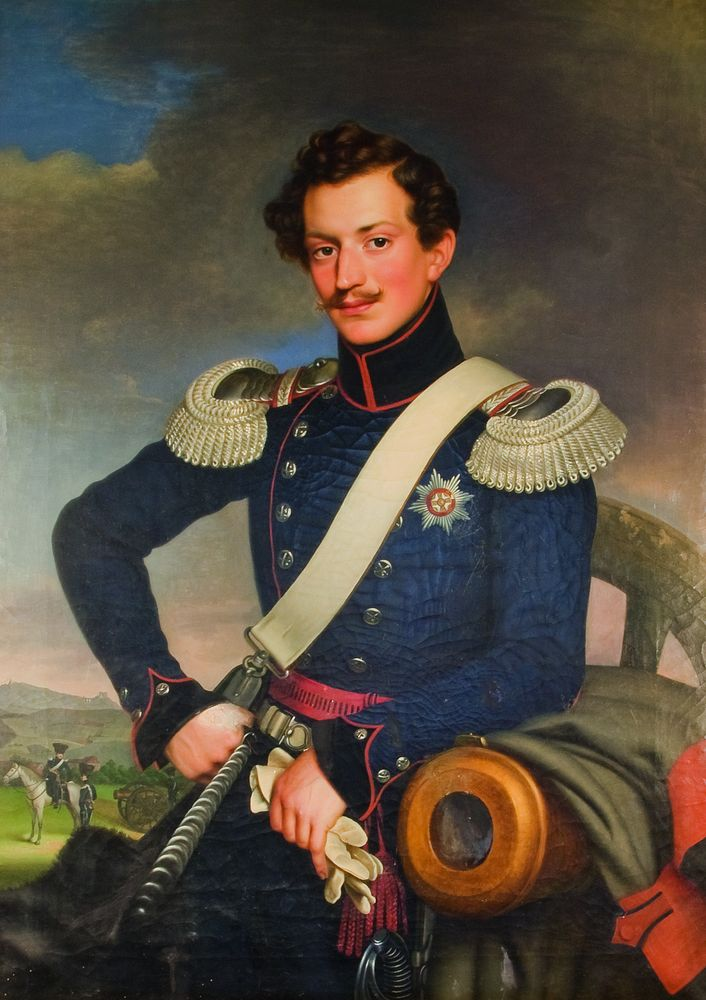
Graf Wilhelm im Alter von 25 Jahren als Offizier der Artillerie des württembergischen Heeres

Herzog Wilhelms Lieblingswaffe war und blieb die Artillerie. Er galt als hervorragender Mathematiker und Offizier seiner Waffe und machte auch einige Erfindungen, namentlich in der Lafettierung der Geschütze. Hier versuchte er den Gedanken, die bei fester Verbindung des Rohrs mit der Lafette beim Abfeuern des Geschützes verursachte heftige Stoßwirkung durch Pendelschwingung geringer zu machen, mittels Aufhängen des Rohrs in beweglichen Brillen zu verwirklichen. Dem universell gebildeten und überaus tätigen Geist des Herzogs genügte während der langen Friedenszeit die Tätigkeit im militärischen Beruf nicht.
Kunst und Wissenschaft, speziell Naturwissenschaften, Kunstgeschichte und Altertumskunde, trafen bei ihm auf reges Interesse, das er durch größere Reisen, Mitgründung und fortgesetzte Förderung des württembergischen Altertumsvereins (1843) und des Vereins für vaterländische Naturkunde (1844), wie durch wiederholte Übernahme des Präsidiums bei Versammlungen des Gesamtvereins der deutschen Geschichts- und Altertumsvereine betätigte. Seinen Kunstsinn erwies er unter anderem durch die in den Jahren 1840 und 1841 auf der Stelle der längst völlig zerfallenen Burg Lichtenstein (berühmt durch Wilhelm Hauffs gleichnamigen Roman) erfolgte Erbauung des Schlosses Lichtenstein. Dorthin rettete er auch eine beträchtliche Anzahl von den Bildwerken des in herrlichem Renaissancestil erbauten Stuttgarter Lusthauses, das im Jahr 1844 abgerissen wurde, um dem damaligen königlichen Hoftheater Platz zu machen. Die Ehrenmitgliedschaft zahlreicher wissenschaftlicher Vereine und gelehrter Gesellschaften, wie etwa der Bayerischen Akademie der Wissenschaften, sowie die Würde eines Ehrendoktors der philosophischen Fakultät der Universität Tübingen (1845) brachten die wohlverdiente Anerkennung wissenschaftlichen Strebens, als dessen literarische Früchte zu nennen sind: „Wegweiser durch sämtliche Malerschulen und Gemäldesammlungen von W. W.“; „Graphisch-archäologische Vergleichungen“, und aus dem Gebiete der Naturwissenschaften: „Aufklärende Worte über Wetterprophezeihung von W. W.“. Anonym erschienen im Jahr 1852 „Politische Skizzen über Deutschland und Württemberg aus der Mappe eines Conservativen“.

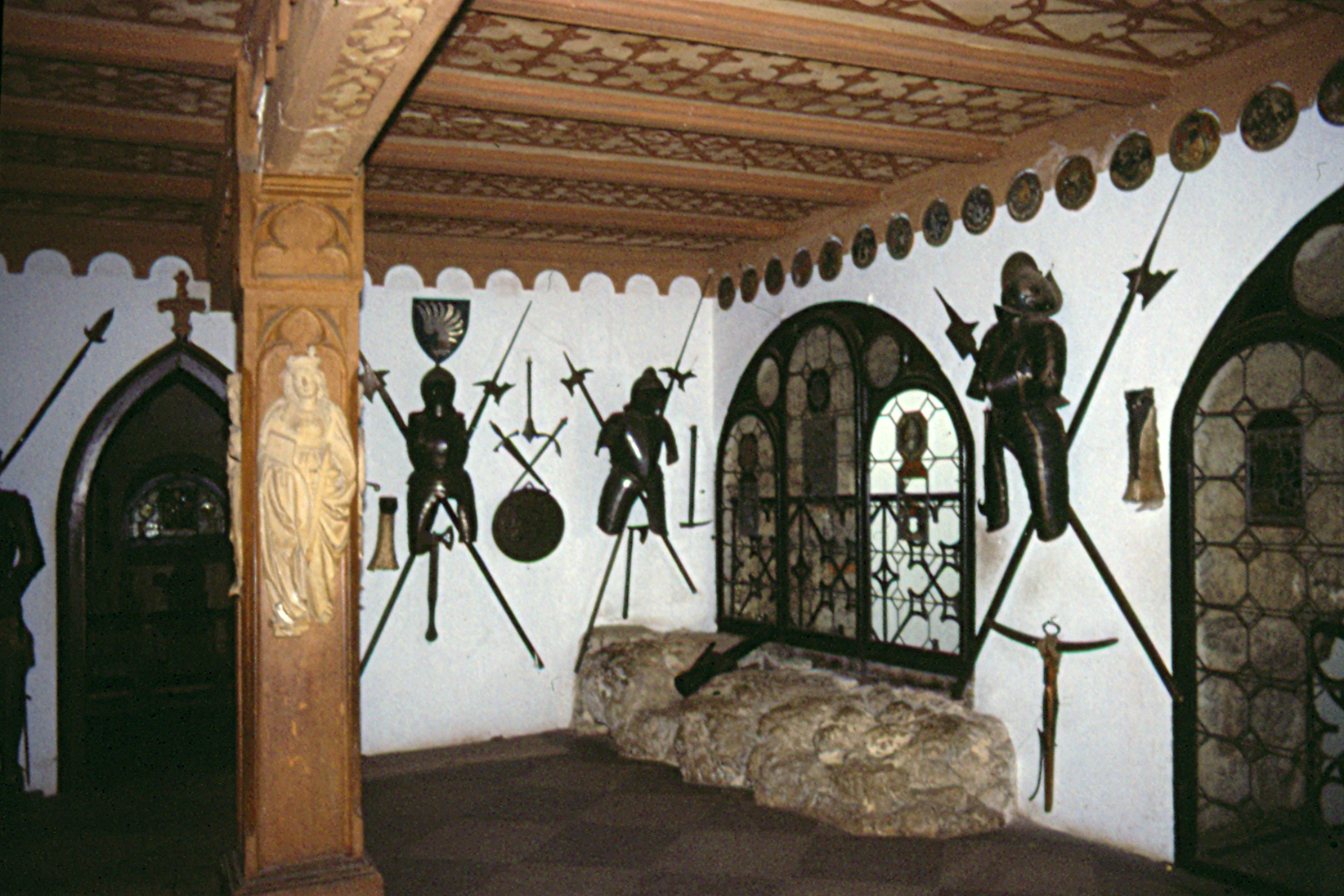
Waffensammlung im Schloss Lichtenstein

Nachdem Herzog Wilhelm im Jahr 1867, von einem Schlaganfall getroffen, vergeblich Heilung im südlichen Klima und in Wildbad im Schwarzwald gesucht hatte, erlag er 1869 auf seinem Schloss Lichtenstein einem erneuten Anfall.

## Heirat und Nachkommen

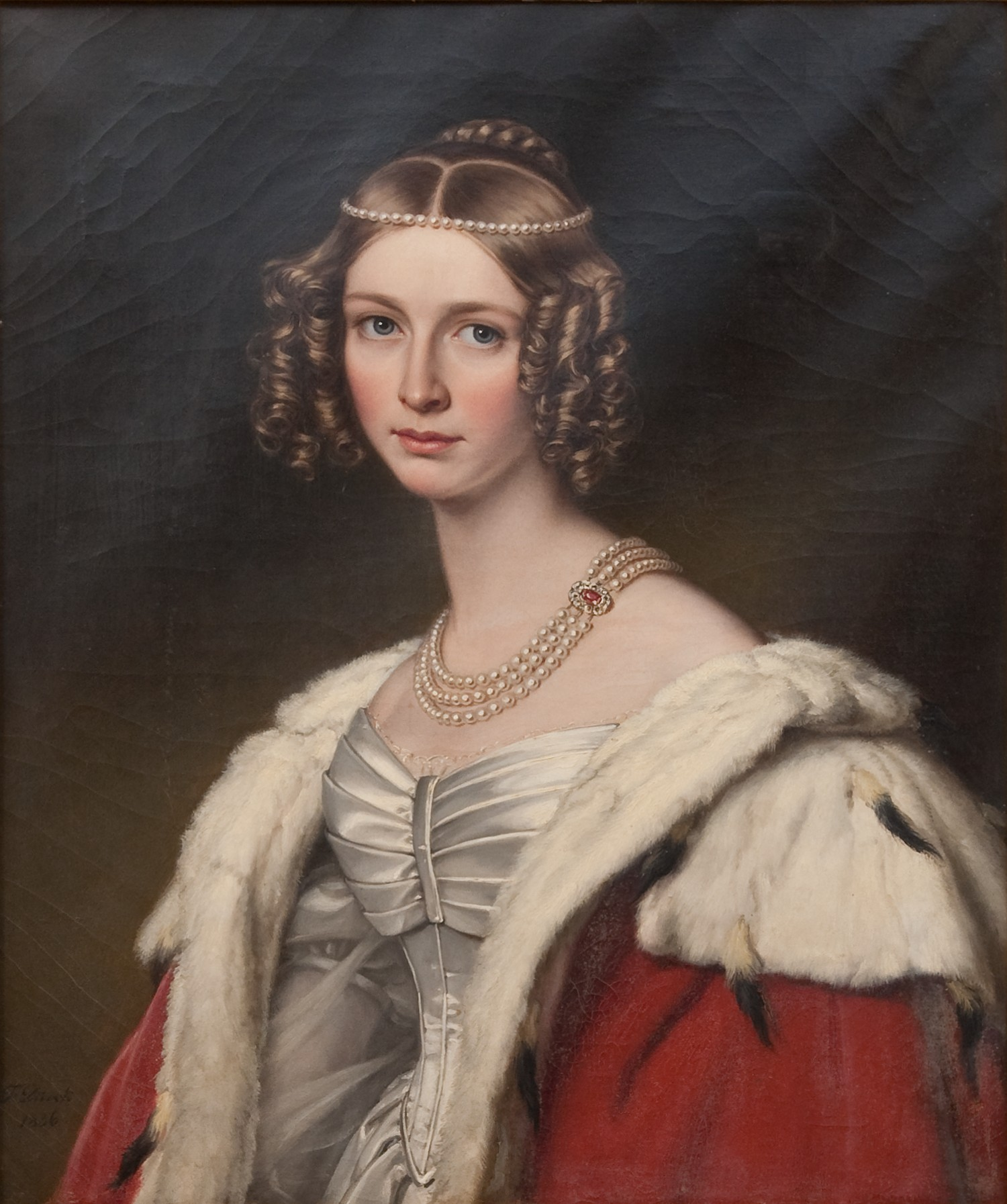
Friedrich Dürck, 1836: Theodelinde von Leuchtenberg

Graf Wilhelm vermählte sich am 8. Februar 1841 mit Prinzessin Theodelinde von Leuchtenberg, einer Tochter von Eugène de Beauharnais. Sie hatten vier Töchter:
- Auguste-Eugénie Wilhelmine Marie Pauline Friederike (1842–1916)

⚭ 1865 Graf Parzival Rudolf von Enzenberg
⚭ 1877 Graf Franz von Thun und Hohenstein
- Marie Joséphine Friederike Eugénie Wilhelmine Théodelinde (1844–1864)
- Eugénie-Amalie Auguste Wilhelmine Théodelinde (1848–1867)
- Mathilde Auguste Pauline Wilhelmine Théodelinde (1854–1907) ⚭ 1874 Fürst Paolo Altieri von Viano

Im Jahr 1857 Witwer geworden, vermählte er sich am 16. Februar 1863 zum zweiten Male mit Prinzessin Florestine von Monaco. Sie hatten zwei Söhne:
- Herzog Wilhelm Karl von Urach, Graf von Württemberg (1864–1928), Thronprätendent von Litauen 1918

⚭ 1892 Herzogin Amalie in Bayern (1865–1912)
⚭ 1924 Prinzessin Wiltrud von Bayern (1884–1975)
- Fürst Karl von Urach, Graf von Württemberg (1865–1925)